# کشان (فرانسه)
شهر کشان (به فرانسوی: Cachan) در شهرستان ول دو مرن در ناحیه ایل-دو-فرانس با جمعیت ۲۷٬۵۹۰ نفر در کشور فرانسه واقع شده است